# 코파 델 레이 1903
코파 델 레이 1903(스페인어: Copa del Rey de Fútbol 1903)는 스페인의 축구 컵대회인 코파 델 레이의 첫 공식 시즌이다. 대회는 알폰소 13세의 즉위를 기념하기 위해 열린 코파 데 라 코로나시온에서 비스카야 빌바오(빌바오 축구단과 아틀레틱 빌바오가 임시로 연합한 선수단)가 정상에 오르고 트로피를 영구적으로 소유한 이듬해에 열렸다.

## 상세 정보
대회는 1903년의 4월 6일, 7일, 그리고 8일에 열렸다. 이 대회에 세 구단이 참가했다: 아틀레틱 빌바오, 바르셀로나의 에스파뇰, 그리고 마드리드 축구단. 세 선수단이 리그전을 펼쳤지만, 결과적으로 놓고 보면 처음 두 번의 경기 결과로 인해 마지막 세 번째 경기가 사실살 결승전이 되었다. 대회 마지막 경기는 마드리드의 이포드로모에서 열렸는데, 아틀레틱 빌바오가 원정 구단으로서 첫 우승을 차지했는데, 전반을 0-2로 밀리고도 마드리드 축구단을 3-2로 뒤집어 승리했다. 그 결과, 아틀레틱 빌바오의 총 컵대회 우승 횟수는 논란이 되고 있다. 비스카야 빌바오가 1902년에 우승하고 아틀레틱 박물관에 진열한 컵이 수상 목록 맨 위쪽에 있기 때문이다. 그러나, 스페인 프로축구연맹(LFP)와 스페인 왕립 축구 연맹(RFEF)모두 공식 통계에서 아틀레틱의 우승으로 인정하지 않는다: 두 곳 모두 1903년 컵대회 우승을 첫 우승으로 간주하고 있다.

## 경기 상세 정보

### 1일차
| 에스파뇰 | 1-4 | 마드리드                                                          |
| -------- | --- | ----------------------------------------------------------------- |
| 세나로   |     | 아르만도 히랄트 · 아르만도 히랄트 · 호세 히랄트 · 페드로 파라헤스 |

### 2일차
| 아틀레틱 빌바오                                                             | 4-0 | 에스파뇰 |
| --------------------------------------------------------------------------- | --- | -------- |
| 후안 아스토르키아 · 후안 아스토르키아 · 알레한드로 데 라 소타 · 월터 에번스 |     |          |

### 3일차 (사실상 결승전)
| 아틀레틱 빌바오                                                         | 3-2 | 마드리드                                       |
| ----------------------------------------------------------------------- | --- | ---------------------------------------------- |
| 아르망 카제오 55′ · 에두아르도 몬테이오 70′ · 알레한드로 데 라 소타 80′ |     | 마르케스 데 발데테라소 15′ · 산체스 네이라 40′ |

| 코파 델 레이 1903 우승     |
| -------------------------- |
| 아틀레틱 빌바오 1번째 우승 |